# Pont-sur-Sambre
Pont-sur-Sambre ist eine französische Gemeinde mit 2.387 Einwohnern (Stand: 1. Januar 2022) im Département Nord in der Region Hauts-de-France. Sie gehört zum Arrondissement Avesnes-sur-Helpe und zum Kanton Aulnoye-Aymeries. Die Einwohner werden Pontois genannt.

## Geographie
Die Gemeinde liegt im Regionalen Naturpark Avesnois am Fluss Sambre, etwa elf Kilometer südwestlich von Maubeuge. Umgeben wird Pont-sur-Sambre von den Nachbargemeinden Hargnies im Norden, Vieux-Mesnil im Nordosten, Boussières-sur-Sambre im Nordosten und Osten, Saint-Remy-du-Nord im Osten, Bachant im Südosten und Süden, Aulnoye-Aymeries im Süden und Südwesten, Berlaimont im Südwesten sowie Locquignol im Südwesten und Westen.

## Bevölkerungsentwicklung
| Jahr      | 1962 | 1968 | 1975 | 1982 | 1990 | 1999 | 2006 | 2012 | 2020 |
| Einwohner | 2700 | 2716 | 2749 | 2595 | 2443 | 2564 | 2622 | 2519 | 2434 |

## Sehenswürdigkeiten
- Kirche Notre-Dame de Quartes, teilweise aus dem 15., 16. und 18. Jahrhundert
- Alte Brauerei, Geburtshaus von Félix Del Marle
- Turm Le Guet
- Wasserturm

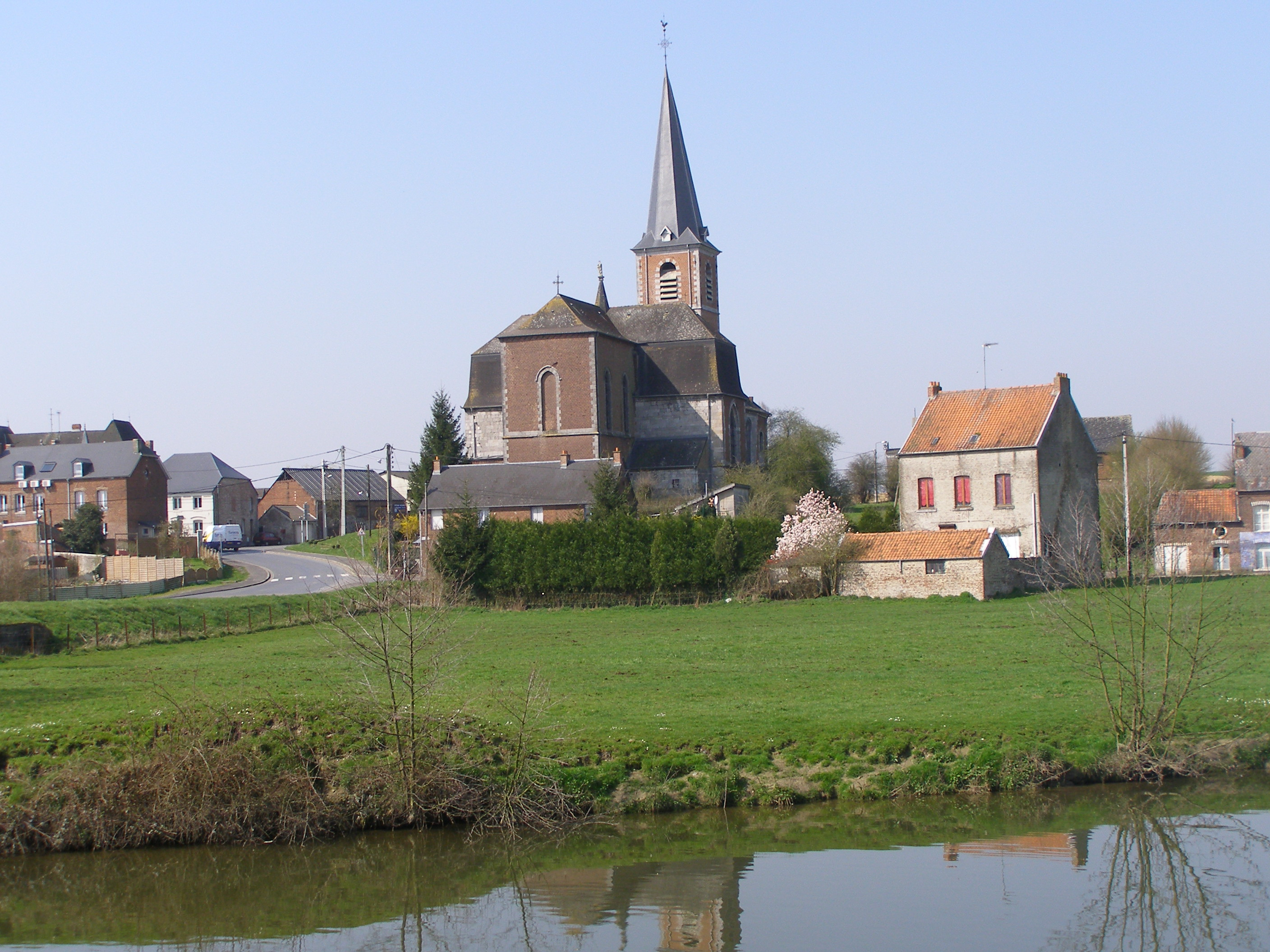
Kirche Notre-Dame de Quartes
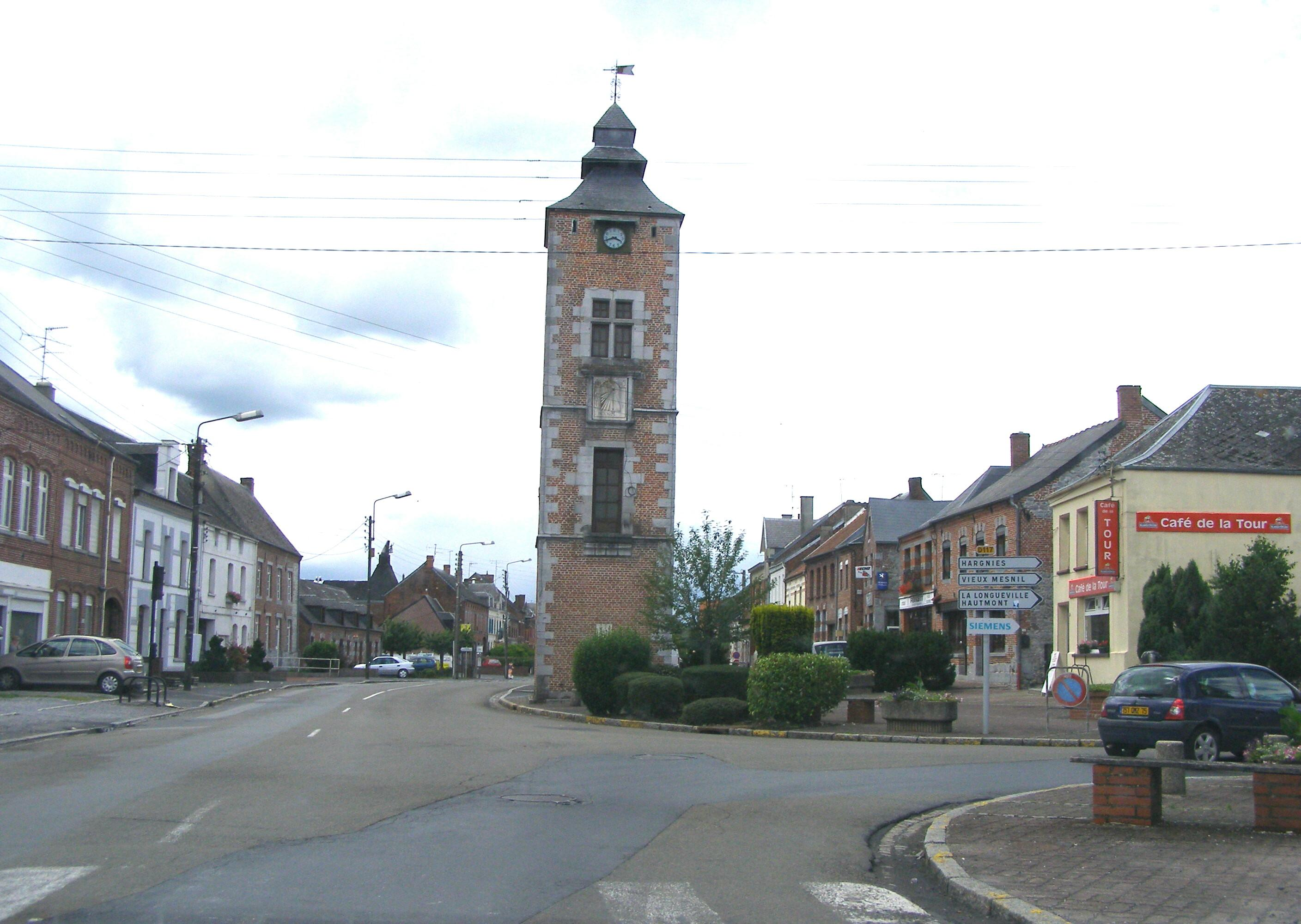
Turm Le Guet
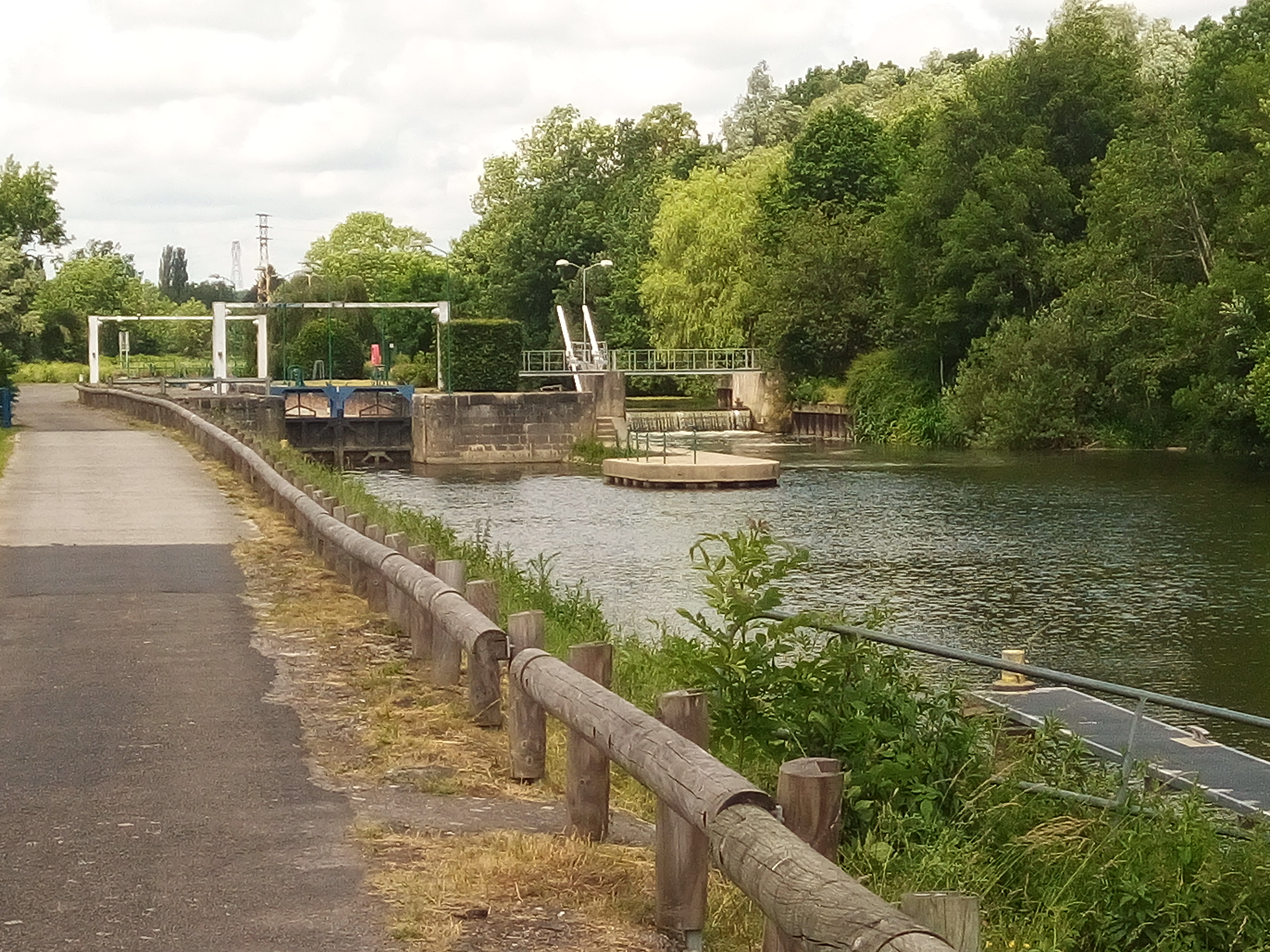
Schleuse am Sambre